# Jacques Augendre
Jacques Barthélemy Augendre, né le 28 avril 1925 dans le 18e arrondissement de Paris et mort le 19 février 2025
,, à Cormeilles-en-Parisis, est un journaliste sportif, spécialisé dans le cyclisme. Il commente le tour de France cycliste dès 1949, ce qui en fait le journaliste ayant suivi le plus de tours (55 au total).

## Biographie
Son père, Philippe Augendre, est un ancien coureur cycliste et Jacques s'essaye à la compétition cycliste amateur durant l'Occupation. Il écrit ses premiers articles dans l'hebdomadaire Témoignage chrétien et effectue, en février 1946, ses débuts journalistiques à l'Équipe, qui venait d'obtenir l'autorisation de parution. Il reste au quotidien dirigé par Jacques Goddet jusqu'en 1965.
De 1969 à 1990, il tient la rubrique du cyclisme du journal Le Monde. Il contribue à l'extension de la page sportive de ce journal, peu réputé jusqu'alors dans ce domaine. Augendre collabore pendant 40 ans à la rubrique cycliste du Midi libre, il participe aussi à la rédaction de Miroir du cyclisme, Miroir Sprint, puis devient rédacteur en chef du mensuel Le Cycle.
En 2005, il participe à l'ouvrage Le Tour de France pour la liberté de la presse, pour le 20e anniversaire des albums édités par Reporters sans frontières.

## Publications
Jacques Augendre a publié de nombreux ouvrages consacrés au cyclisme de compétition. Parmi ceux-ci :
- (avec Robert Chapatte) Cyclisme, technique, entraînement, compétition, éditions Amphora, Paris, 1964, p. 117.
- Vive le Tour, Scandéditions, Paris, 1993, p. 168 (Préface de Laurent Fignon)  (ISBN 2-209-06753-7)
- Jacques Augendre, la mémoire du Tour de France, entretiens avec Christophe Penot, éditions Cristel, Saint-Malo, 2001, p. 188  (ISBN 2-84421-022-8)
- Antoine Blondin, un singe en été, L'Équipe, 2005.
- (avec Éric Fottorino) La France vue du Tour, Solar, 2006, p. 175 (préface de Jean-Marie Leblanc)  (ISBN 978-2-263-04199-0)
- Le Tour de France des champions cyclistes, éditions de l'Archipel, Paris, 2007, p. 261 (préface de Christian Prudhomme)  (ISBN 978-2-84187-947-2)
- Anquetil-Poulidor, un divorce français, Bernard Pascuito éditeur, 2008., p. 124 (préface de Raymond Poulidor)  (ISBN 978-2-35085-052-8)
- Le Tour. Abécédaire insolite, Solar, 2011, p. 428  (ISBN 978-2-263-05321-4)

## Prix littéraires
Jacques Augendre a obtenu plusieurs prix littéraires :
- Plume Francis Huger en 2005.
- Grand prix de la littérature sportive 2005[5].
- Prix Antoine Blondin 2006 pour "Antoine Blondin, un singe en été".
- Prix Antoine Blondin 2007 pour "La France vue du Tour".